# Nullpunktsenergie
Die Nullpunktsenergie (auch Grundzustandsenergie, Vakuumenergie oder Quantenvakuum) ist die Differenz zwischen der Energie, die ein quantenmechanisches System im Grundzustand besitzt, und dem Energieminimum, welches das System hätte, wenn man es klassisch beschreiben würde. In thermodynamischen Systemen, die Energie mit ihrer Umgebung austauschen, ist die Nullpunktsenergie damit auch gleich der Energie des Systems am absoluten Temperaturnullpunkt.

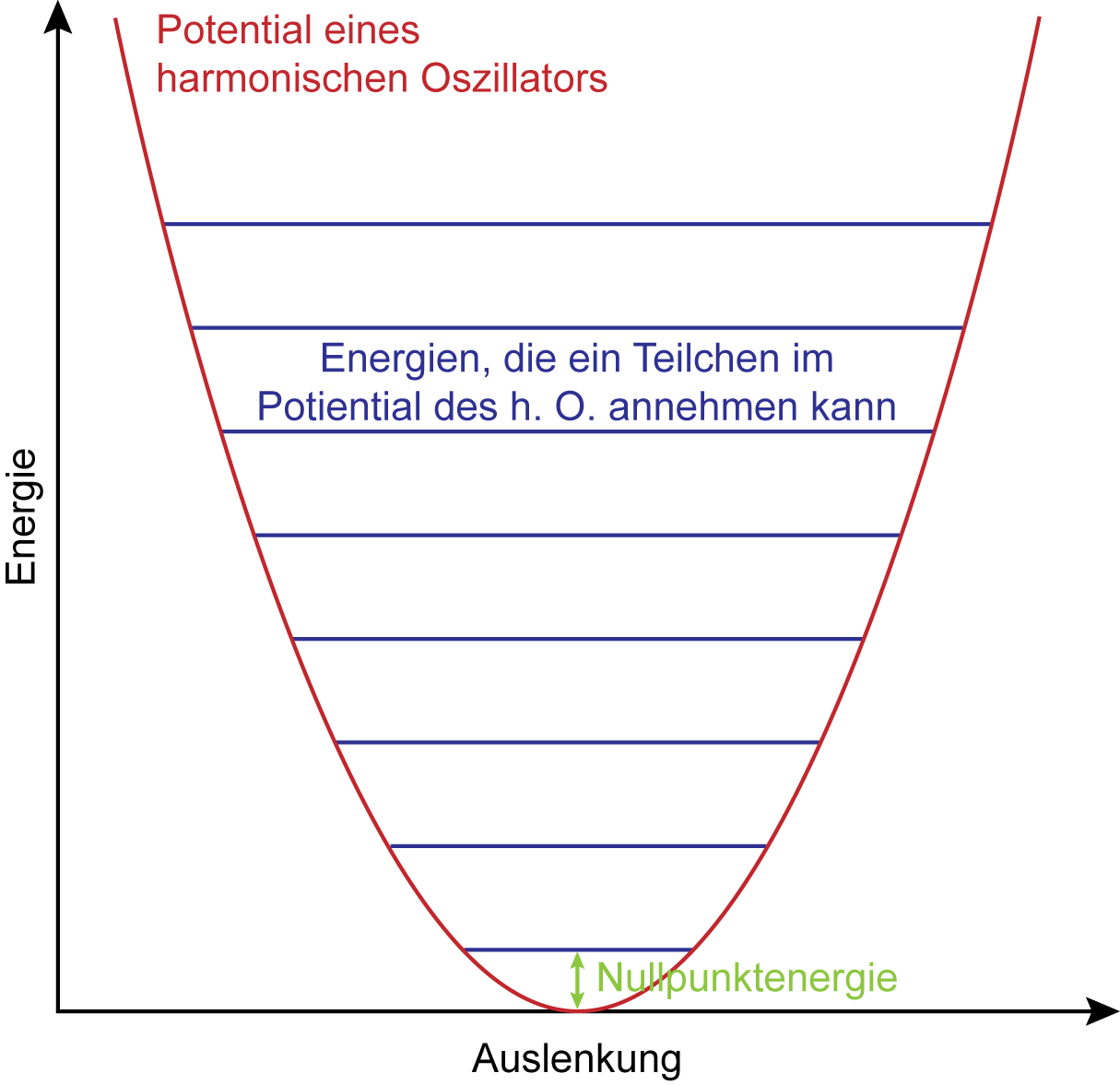
Potentialfunktion des harmonischen Oszillators (rot).
Ein Teilchen in diesem Potential kann nur bestimmte Energien annehmen (blau), die niedrigstmögliche dieser Energien liegt oberhalb des Potentialminimums

## Eindimensionale Einteilchensysteme
Die Nullpunktsenergie wird üblicherweise anhand von eindimensionalen Systemen eines Teilchens in einem Potential eingeführt. In der klassischen (das heißt nicht-quantenmechanischen) Physik ist der energieärmste Zustand der, in dem das Teilchen im Potentialminimum ruht. In der Quantenmechanik kann die kleinste erreichbare Energie über dem Wert des Potentialminimums liegen. Für gegebene Beispielsysteme kann dies durch explizite Bestimmung der Energieeigenzustände verifiziert werden.
Alternativ kann man dieses Resultat durch Verwenden der Unschärferelation erhalten: Eine endliche Ortsunschärfe, die z. B. bei gebundenen Zuständen vorliegt, verlangt im Allgemeinen eine Impulsunschärfe größer als null. Daher können der Impuls und die kinetische Energie nicht exakt null sein. Da die kinetische Energie nicht negativ werden kann:
{\displaystyle E_{\mathrm {kin} }>0}
muss die Gesamtenergie, die Summe aus potentieller Energie und kinetischer Energie, somit größer sein als das Minimum der potentiellen Energie:
{\displaystyle \Rightarrow E_{\mathrm {ges} }=E_{\mathrm {pot} }+E_{\mathrm {kin} }>E_{\mathrm {pot} }}

### Harmonischer Oszillator
Das Standardbeispiel für die Nullpunktsenergie ist der quantenmechanische harmonische Oszillator. Dieser hat die potentielle Energie
{\displaystyle V(x)={\frac {1}{2}}m\omega ^{2}x^{2}}
mit
- der Masse {\displaystyle m},
- der Kreisfrequenz {\displaystyle \omega } und
- der Auslenkung {\displaystyle x}.

Dieses Potential hat ein Minimum bei {\displaystyle V(x=0)=0}. Die möglichen Energien des quantenmechanischen harmonischen Oszillators sind nicht kontinuierlich, sondern können nur einen der folgenden Werte annehmen:
{\displaystyle E_{n}=\left(n+{\frac {1}{2}}\right)\hbar \omega }
Dabei ist {\displaystyle n} eine beliebige nichtnegative ganze Zahl und {\displaystyle \hbar } die reduzierte Planck-Konstante, eine Naturkonstante.
Auch im energetisch niedrigsten Zustand, dem Grundzustand mit {\displaystyle n=0}, existiert somit eine von null verschiedene Energie:
{\displaystyle E_{0}={\frac {1}{2}}\hbar \omega .}
Im klassischen Fall ist der Zustand niedrigster Energie der, bei dem das Teilchen am Ort {\displaystyle x=0} ruht, also {\displaystyle p=0}. In der Quantenmechanik verbietet aber die Unschärferelation zwischen Ort und Impuls, dass beide Größen exakte Werte haben. Je genauer der Ort bekannt ist, umso ungenauer kennt man den Impuls und umgekehrt. Anschaulich ergibt sich die Nullpunktsenergie als Mittelwert dieser Schwankungen.

## Beobachtungen
Als eine der ersten sicheren Beobachtungen der Nullpunktsenergie massiver Teilchen gilt, dass flüssiges Helium unter Normaldruck bis zu den tiefsten Temperaturen nahe dem absoluten Nullpunkt nicht fest wird. Seit langem bekannt ist auch der von der Nullpunktsenergie der Molekülschwingung verursachte Unterschied der Bindungsenergie von normalem Wasserstoff H2 und dem aus zwei Deuteriumatomen bestehenden D2.
Als indirekter Beweis für die Nullpunktsenergie des elektromagnetischen Feldes werden die damit zusammenhängenden Vakuumfluktuationen herangezogen, mit denen der Casimir-Effekt und die Lamb-Verschiebung erklärt werden können. Jedoch ist es möglich, den Casimir-Effekt auch ohne den Rückgriff auf diese Nullpunktsenergie herzuleiten. Die Lamb-Verschiebung ist ein Phänomen in einer wechselwirkenden Quantenfeldtheorie, das damit genaugenommen nicht auf die Nullpunktsenergie zurückgeführt werden kann; das Missverständnis entsteht dadurch, dass die Lamb-Verschiebung als Folge virtueller Teilchen-Antiteilchen-Paarbildung erklärt wird, welche im Feld eines geladenen Teilchens auftritt und daher genau genommen nicht aus dem Vakuum heraus stattfindet.
Die Vakuumenergie gilt als ein möglicher Kandidat für die Dunkle Energie, welche in der Astronomie eine Erklärung für die beobachtete beschleunigte Expansion des Universums bieten würde. Die Menge der Vakuumenergie stellt in diesem Kontext eines der größten Probleme der modernen Physik dar, da die experimentell gefundenen und die theoretisch vorhergesagten Werte für die Vakuumenergie als Dunkle Energie voneinander abweichen: Aufgrund von astronomischen Beobachtungen wird die Energiedichte des Vakuums auf einen Wert der Größenordnung 10−9 bis 10−11 J/m³ geschätzt, sie ist damit etwa um den Faktor 10120 niedriger als in den theoretischen Berechnungen der Quantenphysik. Nach CODATA 2019 beträgt der Wert ρΛ = 5,83(16)×10−30 g cm−3 und somit 5,24×10−10 J/m³.

## Historische Entwicklung
Nach Aufgabe des den leeren Raum erfüllenden Äthers als Medium für die Fortpflanzung von Wellen und Bezugsrahmen für die Bewegung von Körpern herrschte in der klassischen Physik die Vorstellung eines weder Materie noch irgendeine Form von Energie enthaltenden Vakuums.
Doch schon das von Max Planck im Jahr 1911 gefundene Strahlungsgesetz seiner „zweiten Theorie“ legte eine Nullpunktsenergie des elektromagnetischen Feldes im Vakuum nahe, da eine von der Temperatur unabhängige Größe ½ {\displaystyle h\nu } auftrat. Allerdings maß Planck dem zunächst keine Bedeutung hinsichtlich eines experimentellen Nachweises zu.
Bei ähnlichen Überlegungen gelangten Albert Einstein und Otto Stern 1913 zu dem Schluss, dass die Nullpunktsfluktuationen des elektromagnetischen Feldes am absoluten Nullpunkt der Temperatur bei {\displaystyle h\nu } lägen.
Aufbauend auf den Arbeiten Plancks schlug Walther Nernst zum einen Nullpunktsfluktuationen für das elektromagnetische Feld um den Wert ½ {\displaystyle h\nu } vor und zum anderen, dass das gesamte Universum von Nullpunktsenergie erfüllt sei.
Im Jahr 1927 formulierte Werner Heisenberg seine Unschärferelation, die als Grundlage der Nullpunktsenergie in jedem quantenmechanischen System gilt.
Georges Lemaître, der wegweisende theoretische Arbeiten zum Urknall und zur Expansion des Universums geleistet hatte, fand 1934 eine Übereinstimmung der Vakuumenergie mit der kosmologischen Konstanten Einsteins (1917), deren Einführung Einstein später jedoch als die „größte Eselei“ seines Lebens bezeichnete.
Bei einer Untersuchung der Van-der-Waals-Kräfte in Kolloidlösungen verwendete Hendrik Casimir zusammen mit Dirk Polder 1947 einen quantenmechanischen Ansatz, welcher zu einer Diskussion mit Niels Bohr führte. Bohr äußerte hierzu, „das muss etwas mit Nullpunktsfluktuationen zu tun haben“. Casimir ging der Idee nach, die Anziehung zwischen neutralen Atomen könne vielleicht nur auf Vakuumfluktuationen beruhen, und veröffentlichte 1948 seine grundlegende Arbeit Über die Anziehung zwischen zwei perfekt leitenden Platten. Darin beschrieb er eine theoretische Versuchsanordnung mit zwei Metallplatten im Vakuum, die sich seinen Berechnungen nach aufgrund der Vakuumenergie des elektromagnetischen Quantenfelds anziehen sollten (Casimir-Effekt).
Erste entsprechende Versuche zum Nachweis der Casimirkraft im Vakuum wurden 1958 von Marcus Sparnaay durchgeführt, allerdings mit einem Messfehler von etwa 100 %. Allmählich erreichten die Messungen der Casimirkraft (Wert für zwei Spiegel von 1 cm² Fläche im Abstand 1 μm: 10−7 N) eine höhere Genauigkeit, z. B. betrug der Messfehler bei van Bloklands und Oveerbeeks 1978 25 % und bei Steven Lamoreaux 1996 nur noch 5 %.
In den letzten Jahren fand auch die kosmologische Konstante, die in engem Bezug zur Krümmung der Raumzeit steht, wieder mehr Beachtung, zumal sie nun als kleine positive Energiedichte des Vakuums angesehen wird. Eine neuere Erklärung für die kosmologische Konstante liefert beispielsweise ein zyklisches Universum.

## Populärkultur
In diversen filmischen Werken wird die Nullpunktsenergie als Energiequelle oder ‑form beschrieben:
- In verschiedenen Folgen des Stargate-Franchises tritt die Nullpunktsenergie als stärkste bekannte Energiequelle auf.[22]
- Im Computerspiel Half-Life 2 wird die Gravity Gun (Nullpunkt-Energiefeld-Manipulator) als Waffe gebraucht.
- In der Serie Alias – Die Agentin wird in Staffel 2 mehrmals eine geheimnisvolle Nullpunktsenergie erwähnt.
- Im Animationsfilm Die Unglaublichen verwendet der Bösewicht einen Antigravitationsstrahl, den er als mit Nullpunktsenergie betrieben beschreibt.
- In der ersten Folge der Fortsetzung der Fernsehserie Akte X – Die unheimlichen Fälle des FBI (2016) wird die Nullpunktsenergie als Energiequelle für ein Raumschiff erwähnt.
- Im Star-Trek-Universum wird Null-Punkt-Energie in Torpedosprengköpfen zu militärischen Zwecken genutzt.[23]